# 주양유
주양 유(周陽由, ? ~ ?)는 전한 중기의 관료이다. 외척 조겸의 아들로, 조겸이 회남여왕의 외숙으로서 주양(周陽) 땅에 봉해졌으므로 이를 성씨로 삼았다.

## 생애
낭(郞)이 되어 문제·경제를 섬겼고, 경제 때 태수가 되었다.
무제가 즉위했을 무렵에는 관리들에 법에 따라 신중하게 다스리는 것을 숭상하였다. 그러나 주양유는 태수들 중에서도 가장 냉혹하고 방자하여, 자신이 좋아하는 자는 법을 어겨서라도 살려주고, 미워하는 자는 법을 왜곡시켜서라도 죽였다. 또한 부임하는 군마다 그곳의 호족들을 주멸하고, 태수가 되면 도위를 현령처럼 쳐다보며, 도위가 되면 반드시 태수를 업신여겨 그 힘을 빼앗았으니, 냉혹한 점에서는 급암과 겨룰 만하였다. 법을 악용하여 남을 해치던 사마안조차, 자신이 주양유와 같은 신분임에도 수레를 탈 때 감히 자리에 나란히 앉거나 가로막대에 함께 기댄 적이 없었다.
주양유는 훗날 하동도위로 전임되었는데, 하동태수 승도공(勝屠公)과 권력을 다투다가 서로 죄를 고발하였다. 승도공은 자신이 벌을 받게 되자, 명분상 형벌을 받을 수 없다며 스스로 목숨을 끊었다. 주양유 또한 벌을 받아 기시되었다.
영성과 주양유가 죽은 후 사건은 더욱 많아졌고, 백성은 법을 교묘히 피하였다. 관리들은 대부분 영성이나 주양유 등의 통치를 본받았다.

## 출전
- 사마천, 《사기》 권122 혹리열전